# لاون الثالث عشر
لاون الثالث عشر أو ليون الثالث عشر أو ليو الثالث عشر (وُلد باسم جيواتشينو فينسينزو رافائيل لويجي بيتشي؛ 2 مارس 1810 - 20 يوليو 1903)، كان رئيسًا للكنيسة الكاثوليكية من 20 فبراير 1878 حتى وفاته في يوليو 1903. عاش حتى عمر 93 عامًا، وتميز بكونه البابا الأكبر سنًا في منصبه حتى تجاوزه البابا الفخري بنديكتوس السادس عشر في السن (بلغ 95 عامًا). تُصنف فترة ولايته كبابا على أنها رابع أطول فترة في التاريخ، بعد فترات القديس بطرس، وبيوس التاسع (سلفه المباشر)، ويوحنا بولس الثاني.
اشتهر بفكره ومحاولاته لتحديد موقف الكنيسة الكاثوليكية من الفكر الحديث. في رسالته البابوية الشهيرة "الشؤون الجديدة" عام ١٨٩١، حدد البابا ليو حقوق العمال في أجر عادل وظروف عمل آمنة وتشكيل نقابات عمالية، مؤكدًا على حقوق الملكية وحرية المبادرة، ومعارضًا الاشتراكية ورأسمالية عدم التدخل. بفضل هذه الرسالة البابوية، لُقّب شعبيًا بـ"البابا الاجتماعي" و"بابا العمال"، كما أرسى أسس الفكر الحديث في العقائد الاجتماعية للكنيسة الكاثوليكية، مؤثرًا في أفكار خلفائه. أثر على اللاهوت المريميّ للكنيسة الكاثوليكية، وروج لكلٍّ من المسبحة الوردية والعباءة. فور انتخابه، سعى فورًا إلى إحياء التوماوية، وهي النظام اللاهوتي للقديسين أوغسطينوس وتوما الأكويني، راغبًا في اعتبارها الأساس السياسي واللاهوتي والفلسفي الرسمي للكنيسة الكاثوليكية. نتيجةً لذلك، رعى إصدار ليونينا عام 1897.
يُذكر ليو الثالث عشر بشكل خاص لإيمانه بأن النشاط الرعوي في علم الاجتماع السياسي يُمثل أيضًا مهمةً حيويةً للكنيسة كوسيلةٍ لتحقيق العدالة الاجتماعية والحفاظ على حقوق الإنسان وكرامته. أصدر ليو الثالث عشر سجلًا من إحدى عشرة رسالةً بابويةً حول المسبحة الوردية، مما أكسبه لقب "بابا المسبحة الوردية". بالإضافة إلى ذلك، وافق على ثوبين جديدين من أثواب مريم العذراء. كان أول بابا لم يُسيطر قط على الولايات البابوية، التي حُلّت بحلول عام 1870، منذ عهد ستيفن الثاني في القرن الثامن. وبالمثل، وُجّهت العديد من سياساته نحو التخفيف من فقدان الولايات البابوية في محاولةٍ للتغلب على فقدان السلطة الدنيوية، مع استمرار المسألة الرومانية. بعد وفاته عام 1903 دُفن في كهوف الفاتيكان قبل أن يُنقل رفاته لاحقًا عام 1924 إلى كاتدرائية القديس يوحنا اللاتراني.

## روابط خارجية
- لاون الثالث عشر على موقع IMDb (الإنجليزية)
- لاون الثالث عشر على موقع الموسوعة البريطانية (الإنجليزية)
- لاون الثالث عشر على موقع ميوزك برينز (الإنجليزية)
- لاون الثالث عشر على موقع إن إن دي بي (الإنجليزية)
- لاون الثالث عشر على موقع ديسكوغز (الإنجليزية)